# 340-es busz
A 340-es jelzésű elővárosi autóbusz Püspökszilágy, általános iskola és Váchartyán, vasútállomás között közlekedett. A járatot a Volánbusz üzemeltette. 2018. december 9-étől 339-es jelzéssel Vácig hosszabbítva közlekedik.

## Megállóhelyei
| 0 | Püspökszilágy, általános iskola végállomás | 8 | 313, 315, 339           |
| 1 | Püspökszilágy, Mogyorós utca               | 7 | 313, 315, 339           |
| 2 | Püspökszilágy, hulladékgyűjtő              | 6 | 313, 315, 339           |
| 3 | Kisnémedi, általános iskola                | 5 | 313, 315, 339           |
| 4 | Kisnémedi, Rákóczi utca 1.                 | 4 | 313, 315, 339           |
| 5 | Váchartyán, Gosztonyi-kastély              | 3 | 313, 315, 339           |
| 6 | Váchartyán, községháza                     | 2 | 313, 315, 339, 347      |
| 7 | Váchartyán, általános iskola               | 1 | 313, 315, 339, 347      |
| 8 | Váchartyán, vasútállomás végállomás        | 0 | 313, 315, 339 S71 , G71 |

## Külső hivatkozások
- Vonalhálózati térkép Vác térségéről. Volánbusz. [2017. december 7-i dátummal az eredetiből archiválva]. (Hozzáférés: 2018. június 25.)